# Khövsgöl
Khövsgöl (mongolsk: Хөвсгөл нуур, tr. Khövsgöl nuur) er den næststørste sø i Mongoliet med et overfladeareal på 2.760 km². Den ligger i den nordvestlige del af landet nær grænsen til Rusland. Den ligger i en højde af 1.645 m og er op imod 262 m dyb. Søen er Asiens næststørste ferskvandssø og indeholder næsten 70% af Mongoliets totale mængde af ferskvand.